# Garveia biscayana
Garveia biscayana är en nässeldjursart som först beskrevs av Browne 1907.  Garveia biscayana ingår i släktet Garveia och familjen Bougainvilliidae. Inga underarter finns listade i Catalogue of Life.